# Leonardo AW 169

AW 169M

Leonardo AW 169, tidigare Agusta Westland AW 169,  är en tvåmotorig medeltung helikopter, som tillverkas av Leonardo Helicopters, tidigare Agusta Westland.
AW 169 har utvecklats för att i stor del använda gemensamma komponenter med Leonardo AW 139 och Leonardo AW 189. Med en vikt på omkring 4,5 ton och med plats för 7-10 passagerare är den positionerad mellan företagets 3 175 tons, åttapassagerares AW109 och den mycket större 6,4 ton tunga, 15-passagerares AW 139.
AW 169 har två Pratt & Whitney Canada PW210A FADEC turboshaftmotorer.

## Användning i Sverige
Region Jämtland Härjedalen har en AW 169 som används som ambulanshelikopter. Helikoptern är baserad på Gövikens helikopterflygplats norr om Östersunds sjukhus. Transport mellan sjukhuset och helikopterflygplatsen sker med vanlig ambulans.

## Användning i Norge
Det norska företaget Airlift har tre AW 169, som används bland annat under kontrakt med Kystverket från 2017 för att flyga lotsar till större fartyg.
Den norska polisen tecknade i augusti 2017 kontrakt med Leonardo Helicopters om leverans av tre Leonardo AW 169 med option för ytterligare tre, för leverans 2019. Helikoptrarna ska ersätta Politihelikoptertjenestens äldre två exemplar av den mindre Eurocopter EC 145. Helikoptrarna ska till en början stationeras på Gardermoen, där den norska polisens helikoptrar varit baserade sedan helikoptertjänsten inrättades 2003. De ska omstationeras till Politiets nasjonale beredskapssenter i Taraldrud i Ski kommun söder om Oslo när detta blir färdigt, vilket planeras till 2020.[uppföljning saknas]